# Aphthona herbigrada
Aphthona herbigrada es un coleóptero de la familia Chrysomelidae. Fue descrita en 1837 por Curtis.
Se encuentra en Europa occidental y sur y en la parte sur de Europa centra, también en Argelia. Las larvas y adultos se alimentan de las hojas de Helianthemum nummularium y de especies de Cistaceae.